# آندره اومرل
آندره اومرل (فرانسوی: André Aumerle‎; ۱۶ فوریهٔ ۱۹۰۷ – ۲۴ اکتبر ۱۹۹۰) دوچرخه‌سوار اهل فرانسه بود.